# Windsor (Nouvelle-Zélande)
Windsor est une localité de la région de Otago, dans l’Île du Sud de la Nouvelle-Zélande.

## Situation
La ville est localisée à 19 km à l’intérieur des terres à partir de la ville d’Oamaru, située pratiquement exactement sur le 45e parallèle sud.

## Histoire
Le plan de la ville fut établi en 1879 et vendu par  Edward (Eddie) Menlove, le propriétaire de Windsor Park Estate.
Il y avait là un hall public de réunion construit en 1904.

## Accès
Elle était située à la jonction des lignes de chemin de fer allant de la ville de Ngapara à celle de Tokarahi.
La branche de Tokarahi (en) ferma en 1930 et la ligne de Ngapara (en) en 1959.

## Éducation
L’école primaire de Windsor ouvrit en 1890 et ferma en 1990.
Il y avait aussi une église presbytérienne, qui est maintenant fermée.

## Évènements
Pendant de nombreuses années, Windsor a accueilli un rallye de voitures historiques, qui est toujours connu sous le nom de « course de Windsor » bien qu’elle ne passe plus par la ville de Windsor.

## Darcey's Quarter Acre
En 1881, un certain John D'Arcey acheta une section d’un quart d’acre. 
On n’a jamais entendu parler de lui depuis! 
Après environ 91 ans le conseil du Conte de Waitaki  a vendu le titre à quelqu’un, qui a payé la croissance des taxes de propriétés.

## Le magasin et l’hôtel de Windsor
Le premier magasin de la ville fut ouvert en 1879 par Richard Taylor (venant d’Irlande, mais né à Paris, en France) et ce magasin brûla en 1890.
Le relais fut pris dans l’hôtel adjacent de la gare : le Windsor Railway Hotel, qui était la propriété de Mr Cunningham, qui mourut au début des années 1890. 
Sa veuve  Mary Cunningham continua à le faire fonctionner mais le déclin survint.
Il y eut une suggestion que le feu aurait été délibérément mis pour collecter l’assurance. 
Le magasin fut reconstruit mais l’hôtel non.

## La famille Taylor
La famille Taylor fut décrite en 1904 dans la Cyclopedia of New Zealand.  
Mr Taylor épousa Mary Anne Joyce, la fille de Mr James Joyce (probablement le grand-père de  l’écrivain James Joyce[citation nécessaire]), avant de quitter l’Irlande sur le bateau nommé le James Nicol Fleming en 1875 pour s’installer en Nouvelle-Zélande. 
Son fils aîné, Jim, né en 1876, servit dans l’unité de volontaires locaux, nommée le North Otago Mounted Rifles, avant de partir pour Wellington en 1898 pour rejoindre la  Milice Permanente  comme ingénieur sous-marinier. 
Il fut rejeté pour l’artillerie comme étant  trop petit  avec ses 5 pieds8.5 inches).
Il servit dans le corps du Wellington Torpedo Boat Corps, qui n’avait pas de bateaux, jusqu’à la déclaration de la seconde guerre des Boers  en 1899, quand il rejoignit le First New Zealand Contingent dans la guerre des Boers, comme homme de troupe avec l’infanterie montée. 
Jim fut blessé à Shipersfontein, après que son cheval fut tombé sur lui et que sa tête ait heurté un rocher, puis il fut porté malade pour une dysenterie (comme on décrivait alors les fièvres intestinales). 
Il retourna en Nouvelle-Zélande en 1900 sur le SS Aotea et sur son trajet de retour aurait glissé et se serait défait le genou, bien qu’il ait aussi été dit que cette blessure au genou avait été le résultat d’une chute de cheval. 
Il fut accueilli de retour à Windsor, le 16 juillet 1900, comme un héros local et un soldat de la Reine. Il a alors récupéré de la fièvre mais fut cloué à domicile à cause de son genou, incapable de marcher. 
Un jour qu’il était en train de regarder les enfants jouer au cricket, Il sauta en bas du porche devant le magasin de son père pour leur montrer en quoi ils jouaient mal.
Son genou était revenu en place et il put repartir pour son trajet militaire.
Il revint en Afrique du Sud avec le 6th New Zealand Contingent comme sergent. 
Plus tard, il fut muté dans les British Impérial Forces et resta chargé du dépôt du gouvernement.
Il ne revint plus en Nouvelle-Zélande.
Son journal allant de 1894 à 1900 se trouve dans la Hocken Library à Dunedin. 
Une légende locale attribue à Jim d’avoir ramené des échantillons de Lycium ferocissimum ou African Boxthorn (en) une plante délétère : (Eddie Menlove l’en a blâmé).
Ces arbustes à épines étaient utilisées comme haies.
Certaines marquaient les limites de Windsor Park Estate en 1903, et en particulier le secteur de Windsor, où la sœur de Jim, Cissie Matthews vécut jusqu’en 1970.

## La dispersion du domaine
Le domaine d'Elderslie Estate, à côté de la ville de Windsor, fut acheté à  James Reid en 1899.
Le marché des fonds monétaires de Londres était impliqué dans le financement de la guerre des Boers jusqu’en 1902, quand le gouvernement de la  Nouvelle-Zélande fut en mesure de réunir l’argent pour acheter le parc de Windsor, qui fut séparé en lots en 1903 et offert en 1904 sous forme d’une loterie.
De nombreux parmi ceux qui gagnèrent les lots, avaient travaillé comme  métayerss et ouvriers dans l’établissement

## Autres lectures
- (en) The Real Windsor: A study of a North Otago Township 1879 - 1914, une thèse de N.A. Ellis présentée pour le diplôme de Post-Graduate en Histoire au niveau de l’Université d'Otago en 1983.
- Cyclopedia of New Zealand (en), Vol. 4, Cyclopedia Publications, Christchurch, 1905.
- (en)Windsor Remembered, C.P. Finlay, Pegasus Print, Christchurch, 1978, réimprimé en 1979.
- (en)Run, Estate, Farm, W.H. Scotter, Otago Centennial Publications, Whitcombe and Tombs, Dunedin 1948.
- (en)The Oamaru Mail (en), Lundi 29 octobre 1890 "INQUEST into the fire at Cunningham's Hotel, Windsor, held on Saturday at the house of Mr. John Nelson, Windsor"
- (en)Otago Witness (en), Dunedin, 19 juillet 1900, p. 34. "Windsor welcomes hero back from Boer War"

- New Zealand Gazetteer